# Ponte Jacques-Cartier
A ponte Jacques-Cartier é uma ponte situada em Montreal, na província de Quebec, Canadá. Ela cruza o Rio São Lourenço (América do Norte) sobre sua parte sul ligando a ilha de Montreal e a cidade de Longueuil . Aproximadamente 35,4 milhões de veículos utilizam a ponte todo ano, sendo a segunda ponte mais movimentada no Canadá.

## História
A ponte foi projetada pelo engenheiro Philip Louis Pratley. A pedra fundamental é colocada em 9 de agosto de 1926 na esquina das ruas Notre-Dame e Saint-Antoine. Esta pedra contém uma cápsula do tempo com 59 objetos da época do início da construção da ponte. A ponte é construída em aço ao custo de 23 milhões de dólares, e os trabalhos duram dois anos e meio.
Ela é aberta à circulação em 14 de maio de 1930, mas a inauguração oficial acontece dias mais tarde, em 24 de maio. A ponte é inaugurada com o nome de "ponte Havre", mas foi rebatisada "ponte Jacques-Cartier" em 1934, após uma petição dos cidadãos por homenagear o explorador francês que teria descoberto o Canadá em 1534, e também como homenagem pelos 400 anos de sua primeira viagem pelo rio São Lourenço.

## Tráfego
A ponte possui cinco faixas de rolamento, duas por direção e uma com direção reversível para os horários de pico. A ponte também possui duas calçadas de cada lado para os pedestres e os ciclistas. A ponte também é famosa pela curva Craig, uma curva do lado Montreal que causou muitos acidentes devido ao seu raio pequeno e inclinação zero. Isto foi corrigido no começo dos anos 2000 através do aumento da parte oeste da plataforma criando uma ligeira inclinação para facilitar a tomada da curva.
A ponte dá superte à Autoestrada 134 e é ligada à Autoestrada 132/20 e ao boulevard Taschereau. Na ilha de Montreal, está conectada à avenida De Lorimier e à avenida Papineau. Com mais de 115 000 veículos circulando por dia, a ponte é um elemento de destaque no trânsito da região de Montreal.

## Imagens

Vista a partir da calçada leste.
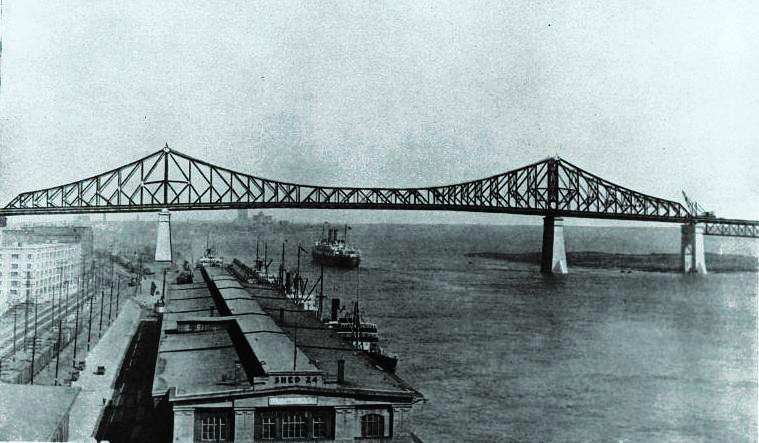
Vão principal terminado, 1930.
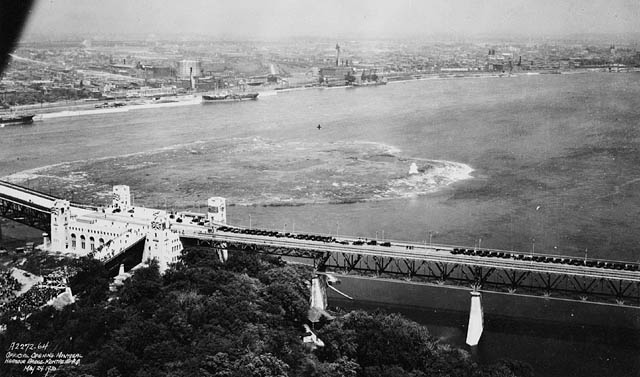
Inauguração da ponte Jacques-Cartier, 24 de maio 1930.
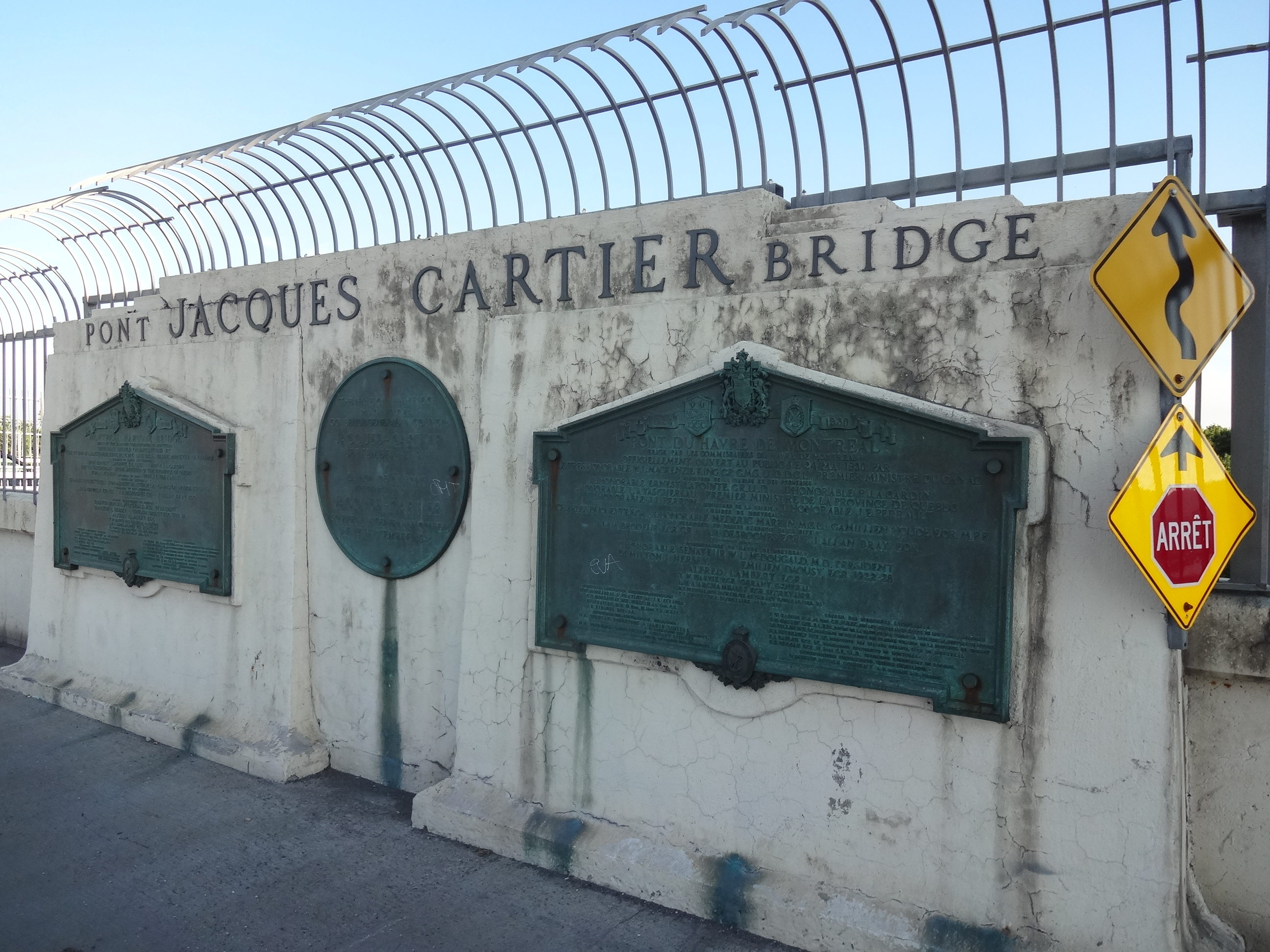
Inscrição na ponte.
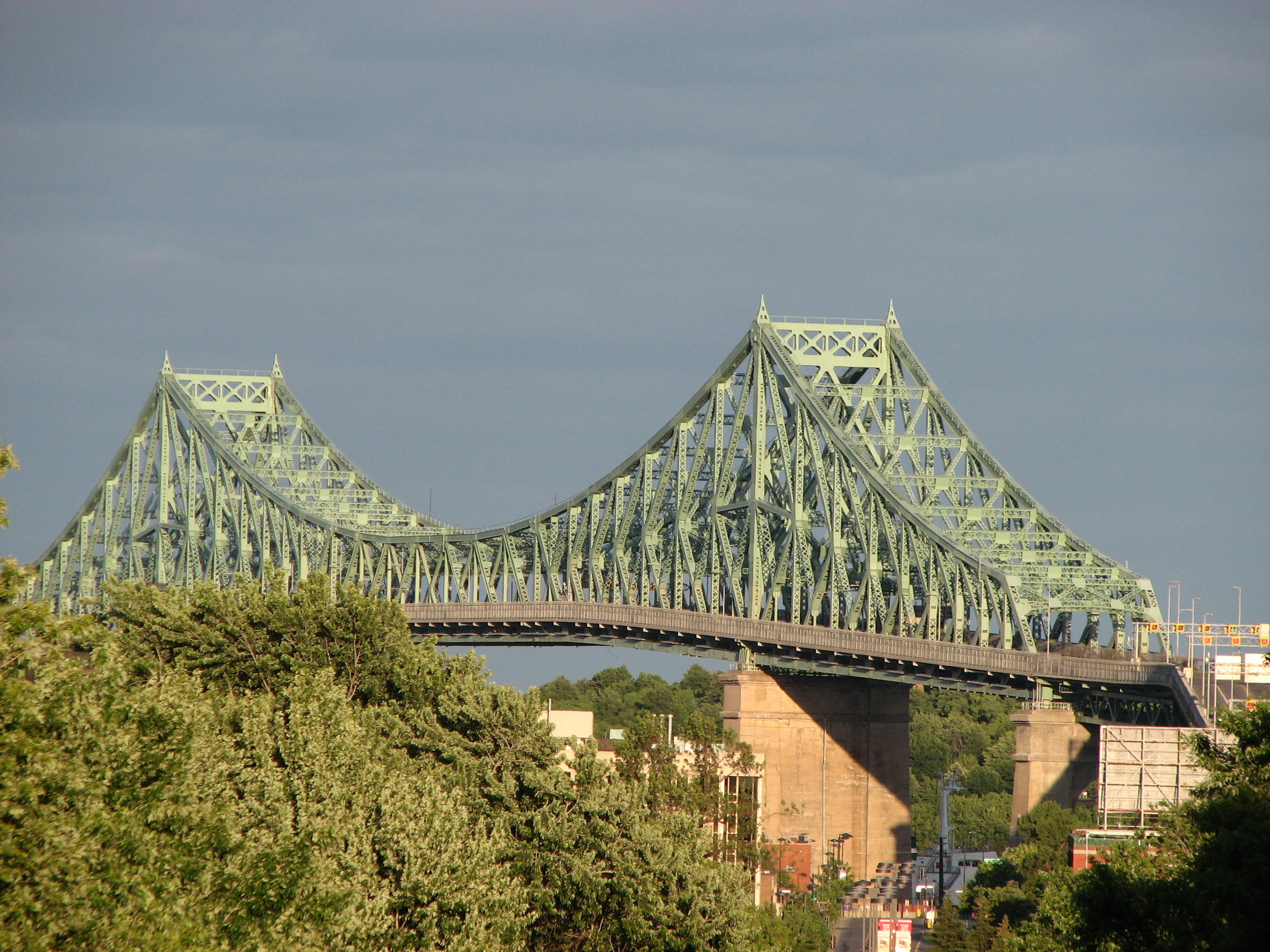
Ponte Jacques-Cartier vista da rua Sherbrooke.
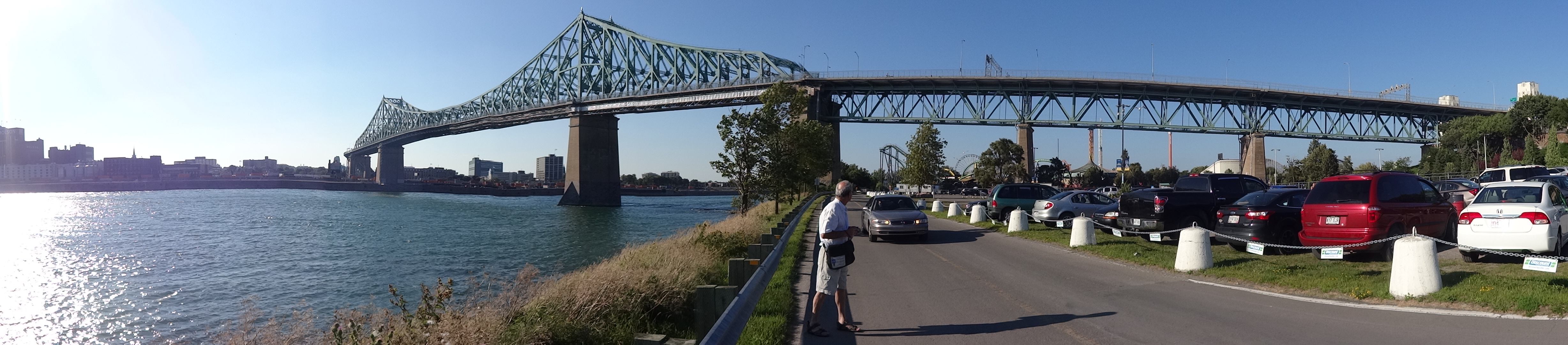
Panorama da ponte.
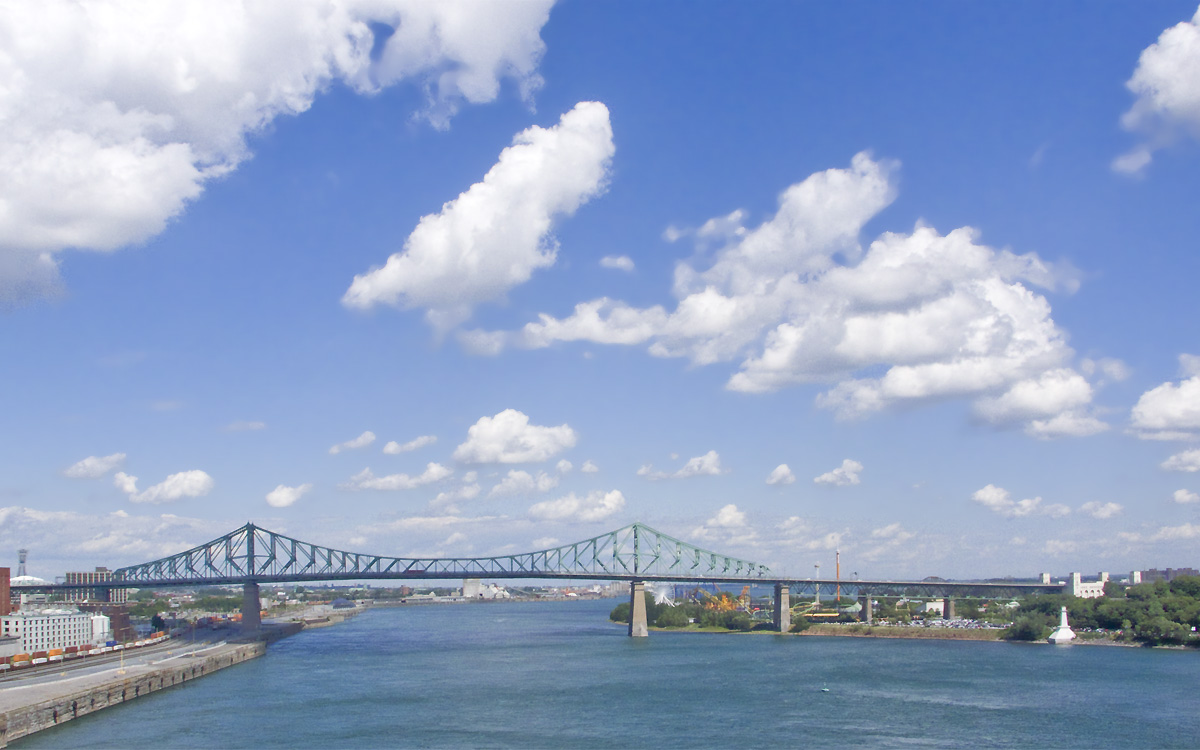
Ponte vista a partir da Tour de l’Horloge.